# 통영시·고성군
통영시·고성군은 대한민국의 국회의원 선거구이다. 경상남도 통영시와 고성군 일대를 관할한다. 현 지역구 국회의원은 국민의힘의 정점식이다.

## 역사
1995년 1월, 충무시와 통영군이 통합되면서 통합 통영시가 신설되었다. 이에 제15대 국회의원 선거를 앞두고 충무시·통영군·고성군 선거구가 통영시·고성군 선거구로 개편되었다.

## 관할 구역
| 대수  | 관할 구역               |
| ----- | ----------------------- |
| 15대~ | 통영시 일원 고성군 일원 |

## 역대 국회의원
| 선거   | 정당 | 정당       | 의원   |
| ------ | ---- | ---------- | ------ |
| 1996년 |      | 신한국당   | 김동욱 |
| 2000년 |      | 한나라당   | 김동욱 |
| 2004년 |      | 한나라당   | 김명주 |
| 2008년 |      | 한나라당   | 이군현 |
| 2012년 |      | 새누리당   | 이군현 |
| 2016년 |      | 새누리당   | 이군현 |
| 2019년 |      | 자유한국당 | 정점식 |
| 2020년 |      | 미래통합당 | 정점식 |
| 2024년 |      | 국민의힘   | 정점식 |

## 역대 선거 결과

### 대한민국 제15대 국회의원 선거
|  | 43.67% |

|  | 16.27% |

|  | 15.15% |

|  | 9.51% |

|  | 7.28% |

|  | 4.88% |

|  | 3.21% |

### 대한민국 제16대 국회의원 선거
|  | 38.25% |

|  | 32.83% |

|  | 13.68% |

|  | 9.72% |

|  | 3.56% |

|  | 1.93% |

### 대한민국 제17대 국회의원 선거
|  | 53.33% |

|  | 43.35% |

|  | 3.30% |

### 대한민국 제18대 국회의원 선거
|  | 56.47% |

|  | 38.36% |

|  | 5.16% |

### 대한민국 제19대 국회의원 선거
|  | 61.44% |

|  | 18.22% |

|  | 17.65% |

|  | 2.67% |

### 대한민국 제20대 국회의원 선거
| 대한민국 제20대 국회의원 선거경상남도 통영시·고성군 |        |          |        |        |      |      |  |
|                                                     |        |          |        |        |      |      |  |
| 후보                                                | 후보   | 정당     | 득표   | 득표율 | 당락 | 비고 |  |
|                                                     | 이군현 | 새누리당 | 무투표 | 무투표 | 당선 |      |  |
| 합계                                                | 합계   | 합계     | 0표    |        |      |      |  |

### 2019년 대한민국 재보궐선거
|  | 59.47% |

|  | 35.99% |

|  | 4.53% |

### 대한민국 제21대 국회의원 선거
|  | 58.34% |

|  | 38.92% |

|  | 1.64% |

|  | 1.08% |

### 대한민국 제22대 국회의원 선거
|  | 61.45% |

|  | 38.54% |